# Ranuce Ier Farnèse
Pour les autres membres de la famille, voir Maison Farnèse.
Ranuce Ier Farnèse, en italien Ranuccio I Farnese, est un prince souverain italien né le 28 mars 1569 à Parme (Italie) et mort dans la même ville le 5 mars 1622. Il est le quatrième duc de Parme et de Plaisance de 1592 jusqu'à sa mort.
Ranuce est éduqué à l'exercice du pouvoir par son grand-père Octave, son père Alexandre, aussi gouverneur des Pays-Bas espagnols, guerroyant dans le Nord de l'Europe pour le compte de Philippe II d'Espagne.
Ranuce est le premier duc à ne pas engager le duché dans une guerre, ce qui lui laisse le temps de mettre en place de nombreuses réformes. Dès qu'il accède au trône, Ranuce réorganise l'administration, s'assurant une domination sans partage du duché. Celle-ci va rester inchangée durant toute la gouvernance de la maison Farnèse. Il amoindrit aussi considérablement la puissance de l'aristocratie féodale du duché notamment par la violence.
Homme cultivé, il agrandit sa capitale, Parme, et il y développe la vie culturelle.

## Biographie
Ranuce est le fils du condottiere Alexandre Farnèse et de Marie du Portugal. Il est élevé par son grand-père le duc de Parme et Plaisance Octave, son père étant continuellement absent, combattant dans les Flandres aux ordres du roi Philippe II d'Espagne. Sa mère meurt alors qu'il n'a que huit ans.

### Jeunesse
Il existe peu d'information sur la petite enfance de Ranuce, si ce n'est au travers de quelques lettres de Giovan Battista Pico, secrétaire du duc Octave, et du secrétaire d'Alexandre, Cosimo Masi. Il reçoit une éducation des armes et des lettres et sciences humaines du comte de Montechiarugolo, Pomponio Torelli. Celui-ci le décrit comme un élève peu appliqué et qui progresse peu.
Avec la mort de son épouse Marie du Portugal, qui était la petite-fille du roi Manuel Ier de Portugal, Alexandre revendique sans succès pour son fils Ranuce la couronne du Portugal alors que débute la crise de succession portugaise en 1580. Afin d'atteindre cet objectif, il mobilise tous les membres influents de la famille, Octave, sa mère Marguerite d'Autriche et son oncle le cardinal Alexandre Farnèse.
Dès 1582, alors que Ranuce n'a que 13 ans, la famille commence à envisager son mariage, différents noms sont évoqués, la fille du grand-duc de Toscane, la sœur du duc d'Urbin et la fille du duc de Sabbioneta. C'est à cet âge qu'il tient sa première audience publique, remplaçant son grand-père Octave qui souhaite l'initier à la chose publique en raison de son état de santé. Il est atteint de la goutte.
Ranuce va connaître au cours de ces années, deux événements qui vont le marquer. Tout d'abord l'échec du mariage de sa sœur Marguerite avec Vincent Gonzague, futur duc de Mantoue envers qui il va conserver de l'animosité. Le 2 mars 1581, Vincent épouse Marguerite alors âgée de 13 ans. Après deux ans, le mariage est annulé pour ne pas avoir été consommé, non sans de longues tergiversations, en raison d'une malformation physique de l'épouse et Marguerite se retire dans un couvent sous le nom de sœur Maura Lucenia. Octave déjoue aussi un complot à son encontre, expérience dont Ranuce va s'inspirer lors de son règne. Claudio Landi, dont le père avait participé à l'assassinat de Pierre-Louis Farnèse, est incriminé. Le procès permet à Octave d'affaiblir le pouvoir économique des Landi, les biens alimentent la politique ecclésiastique du duc qui sont octroyés aux Jésuites,.
Au début de 1586, Ranuce se rend à Ortona prendre possession de la dépouille de sa grand-mère, Marguerite d'Autriche et la ramène dans le duché où elle est inhumée dans l'église de San Sisto à Plaisance. Au printemps, il se rend à Rome où il est emprisonné pour s'être présenté armé devant le pontife. Son oncle lui permet de s'échapper ce qui provoque la colère du pape.

### Apprentissage du pouvoir

Pomponio Torelli

À la fin de l'année 1586, l'état de santé d'Octave se dégrade et Ranuce assiste son grand-père dans les derniers instants. Il devient en raison de l'absence de son père la plus haute autorité du duché et assure la régence, son père Alexandre s'étant vu refuser par Philippe II de rentrer dans son duché. Ranuce nomme secrétaire Carlo Recordati qu'il envoie, dans les Flandres, auprès de son père devenu désormais duc afin de connaître les dispositions à prendre. Cela concerne l'administration de la justice et le traitement à réserver aux « serviteurs de la maison ». Puis il interroge son père sur la conduite à tenir à l'égard des deux cités Parme et Plaisance et à l'égard de Milan et des princes italiens. Alexandre l'invite à suivre les recommandations de son oncle, le cardinal et à servir le roi d'Espagne. Avec les conseils de son père, il règle une multitude de questions qui vont de la sépulture de sa grand-mère à l'héritage des Pallavicino dont il prend possession en 1587.
Ranuce continue à recevoir l'assistance de Torelli qui lui conseille de ne jamais remettre en cause les hommes et les ordres de son père afin de maintenir la concorde au sein du duché. Les craintes de Torelli s'avèrent prémonitoire et malgré des bons rapports entre le duc et son fils, en 1588, un complot est ourdi contre Ranuce sans résultat. Les compétences reconnues de Torelli par son élève lui valent de devenir un de ses diplomates. Il s'entoure tout au long de son règne d'homme de valeur Cosimo Masi, Papirio Picedi qui devient évêque de Parme, son frère Édouard, Alexandre Sforza et encore Alexandre Anguissola
Ranuce est impliqué dans tous les secteurs de la vie économique, en matière de monnaies, d'abattage des animaux afin de limiter les exportations en raison du manque de viande, de laine afin de protéger les producteurs locaux. Cependant, à partir de 1589, le duché connaît une période de disette, Ranuce sur les ordres de son père limite tant que possible les exportations de produits alimentaires. Il entre en conflit avec le conseil des anciens qui se refusent à acheter le blé nécessaire à la population et seule la pression d'Alexandre fait plier les « anciens ». En 1590, la situation est telle qu'Alexandre, malgré les tentatives de Ranuce de s'approvisionner dans la péninsule italienne, est obligé de faire venir du blé des Flandres. La situation des plus pauvres est critique et nombre de jeunes commettent de petits larcins afin d'être emprisonnés et ainsi nourris. La disette se poursuit jusqu'en 1592. En 1591, Alexandre renouvelle l'opération alors que la crise arrive à son comble. Ranuce est alors dans la Flandre où il a rejoint son père.
Sur le trône pontifical, une succession de papes sont élus qui vont avoir des répercussions sur la famille ducale. Ainsi avec l'arrivée de Grégoire XIV, Alexandre et Ranuce s'entretiennent sur la possible nomination d'Édouard à la fonction de cardinal, qui intervient le 5 mars 1591. Il prend ainsi le relais de son grand-oncle mort en 1589.

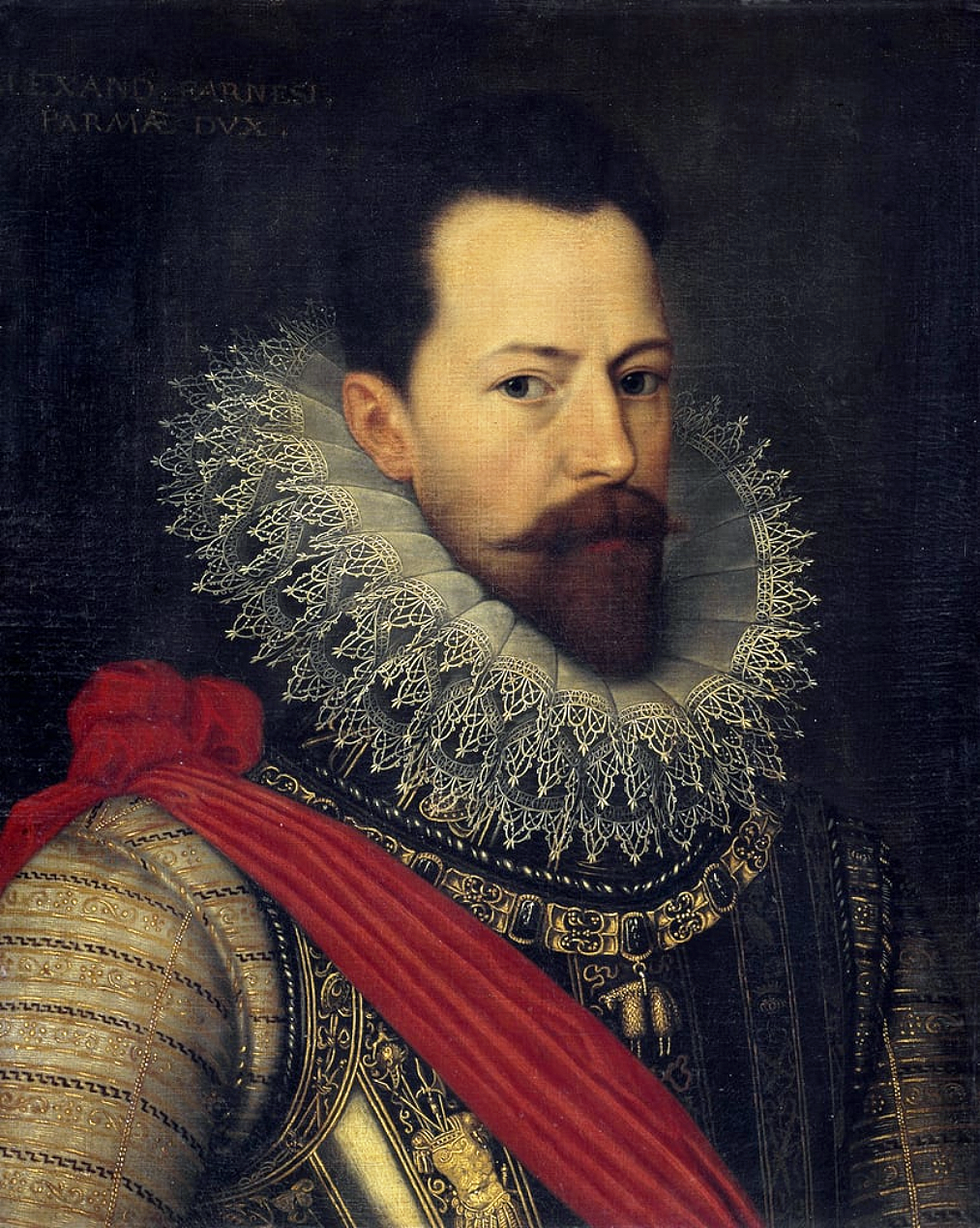
Alexandre Farnèse
Portrait d'Otto van Veen (ca 1585)

En décembre 1591, Ranuce rejoint son père. Quelque temps plus tard, en l'absence de celui-ci parti à Bruxelles rencontrer les ambassadeurs de l'empereur, il accueille, à Valenciennes, le duc de Guise. Il y a peu d'informations sur les participations de Ranuce à des opérations militaires, cependant en février 1592, Ranuce participe à des combats, il se montre « le digne fils de son père ».

### Relations tendues avec Mantoue
En 1591, alors que Ranuce a rejoint son père, il s'oppose au marquis del Vasto, cousin du duc de Mantoue, Vincent de Gonzague, pour une sombre affaire d'incendie de salle d'armes. Le désaccord conduit à un duel d'écrits prenant à témoin les cours italiennes ce qui inquiète les princes qui craignent le déclenchement d'une guerre. Des négociateurs sont envoyés dans les capitales respectives des deux duchés. Ranuce s'allie avec les Gonzague de Castiglione. La discorde ne prend fin qu'avec la mort d'Alexandre qui conduit Philippe II et Clément VIII à imposer la paix.

### Mort d'Alexandre
Le 20 avril 1592, Alexandre avec 18 000 hommes marche au secours de Rouen assiégée par Henri IV. Le roi de France le repousse au-delà de la Somme avec seulement 7 000 cavaliers. Il parvient néanmoins à dégager la ville, mais lors des combats devant Caudebec, le 25 avril, Alexandre est blessé au bras. Malgré la pression des troupes d’Henri IV, Alexandre, par une grande manœuvre, permet à son armée de s’échapper. Il rentre en Flandre, puis après s’être rétabli, se déclare prêt à reprendre les opérations en France. Ranuce, quant à lui, a rejoint Parme en juillet. À Parme, le bruit court qu'en cas de disparition de son père, il pourrait prendre la tête des armées espagnoles. La santé d'Alexandre s'aggrave subitement et dans la nuit du 2 au 3 décembre, il meurt à l'abbaye Saint-Vaast d'Arras. Ce n'est qu'en octobre de l'année suivante que sa dépouille est ramenée à Parme.

### Ranuce, duc de Parme et Plaisance
Durant son long règne qui dure 30 ans, il réorganise les structures du duché, il établit un nouvel équilibre entre le gouvernement et le pouvoir féodal et il cherche à encourager le commerce et les industries de la soie et de la faïence.

#### Premières années

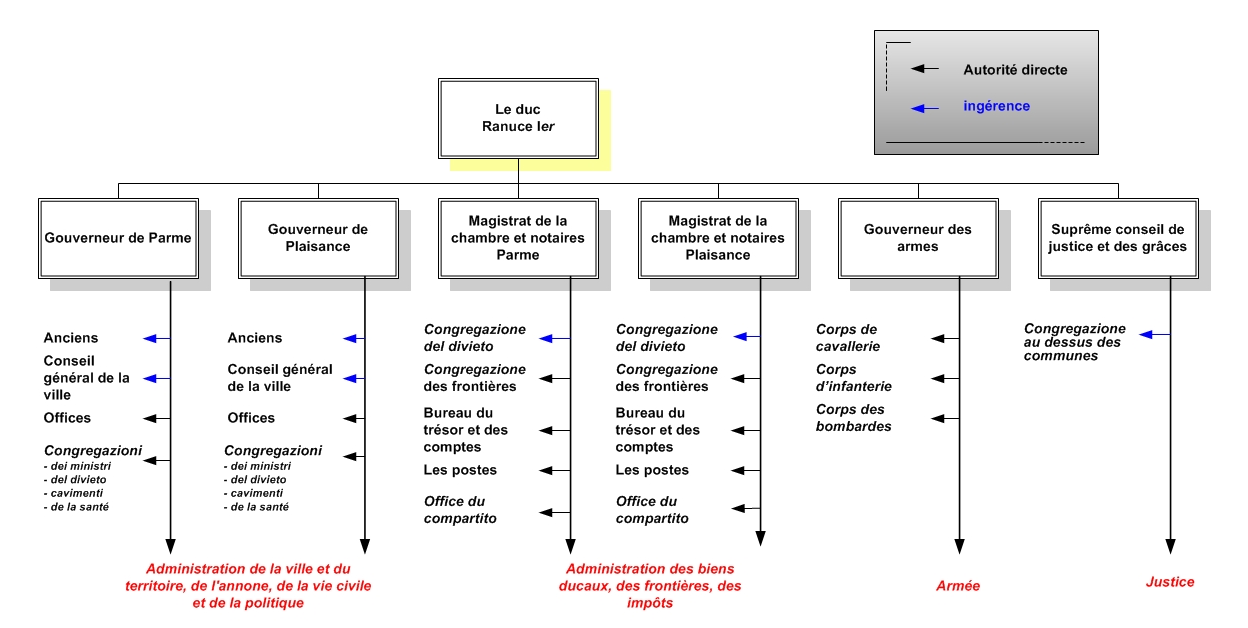
L'administration sous Ranuce Ier

Dès le début de son règne, Ranuce doit préserver son duché des prétentions sur Borgo Val di Taro du comte Federico Landi dont la famille a été dépossédée après la conjuration de Claudio Landi à l'encontre d'Octave Farnèse, (1580). Au début de 1594, Ranuce jure fidélité au roi d'Espagne tout en espérant que celui-ci tranche en sa faveur. La ville reste aux mains des Farnèse.
En 1594 et 1595, il promulgue les Constitutions (Constitutiones) qui s'inspirent de l'État voisin, Milan et qui s'appuient sur l'ancien droit romain. Elles resteront en vigueur pendant toute la période farnèse. Ces constitutions se composent de trois groupes de règlements qui organisent, pour les premiers, les charges les plus importantes de l'État, pour les seconds, les procès civils et pour les troisièmes, la fiscalité et le patrimoine du prince. La vraie nouveauté est le fait que les représentants du duc, remplaçant les podestà disposent des principaux pouvoirs. Ainsi ces gouverneurs convoquent les conseils, fixent l'ordre du jour, gèrent le déroulement des travaux et approuvent les délibérations avant leurs exécutions. Ces constitutions s'accompagnent d'un texte sur les ordres et privilèges militaires. Une milice locale est constituée de quelques centaines d'hommes qui complète les troupes mercenaires composées de Suisses, d'Irlandais et de Corses. Ils sont complétés, en 1597, d'un texte sur la tutelle de la religion catholique. Par un règlement de 1589, il décrète que les Juifs bénéficient des mêmes droits que les habitants du duché, qu'il ne leur est pas fait obligation de porter un signe distinctif et qu'ils doivent verser une redevance semestrielle de 250 ducatoni.
Par de nombreux privilèges, exemptions d'impôts, immunité, Ranuce attire à Plaisance les banquiers génois qui quittent Besançon (présents depuis 1535) afin de créer une foire au change qui prend le nom de Bisenzone. Les foires de Bisenzone se tiennent à Plaisance de 1579 à 1621 puis de 1638 à 1641. Elles attirent de nombreux étrangers favorisant le commerce et rapportent un revenu non négligeable, Ranuce retenant un petit pourcentage sur les opérations financières. Cependant, en 1597, la foire connait des difficultés en raison de la banqueroute espagnole qui touche de nombreux banquiers dont les Génois.
En 1602, Ranuce connait une déconvenue avec la perte de Novare que son aïeul Pierre-Louis avait acquis de Charles Quint pour la somme de 225 000 écus. La vente comprenait une clause : le retour de Novare à Milan contre la restitution de la somme et d'indemnités. Le comte Fuentes, gouverneur de Milan et rival d'Alexandre, fait valoir son droit malgré la résistance du duc,. Ranuce éprouve de la haine envers le gouverneur de Milan, d'autant plus que celui-ci a, par le passé, soutenu les prétentions de Barbara Sanseverino sur le fief de Colorno que Ranuce convoite invoquant que la succession d'un fief à une femme est illégitime. Toutes ses rancœurs vont resurgir quelques années plus tard.

#### Mariage

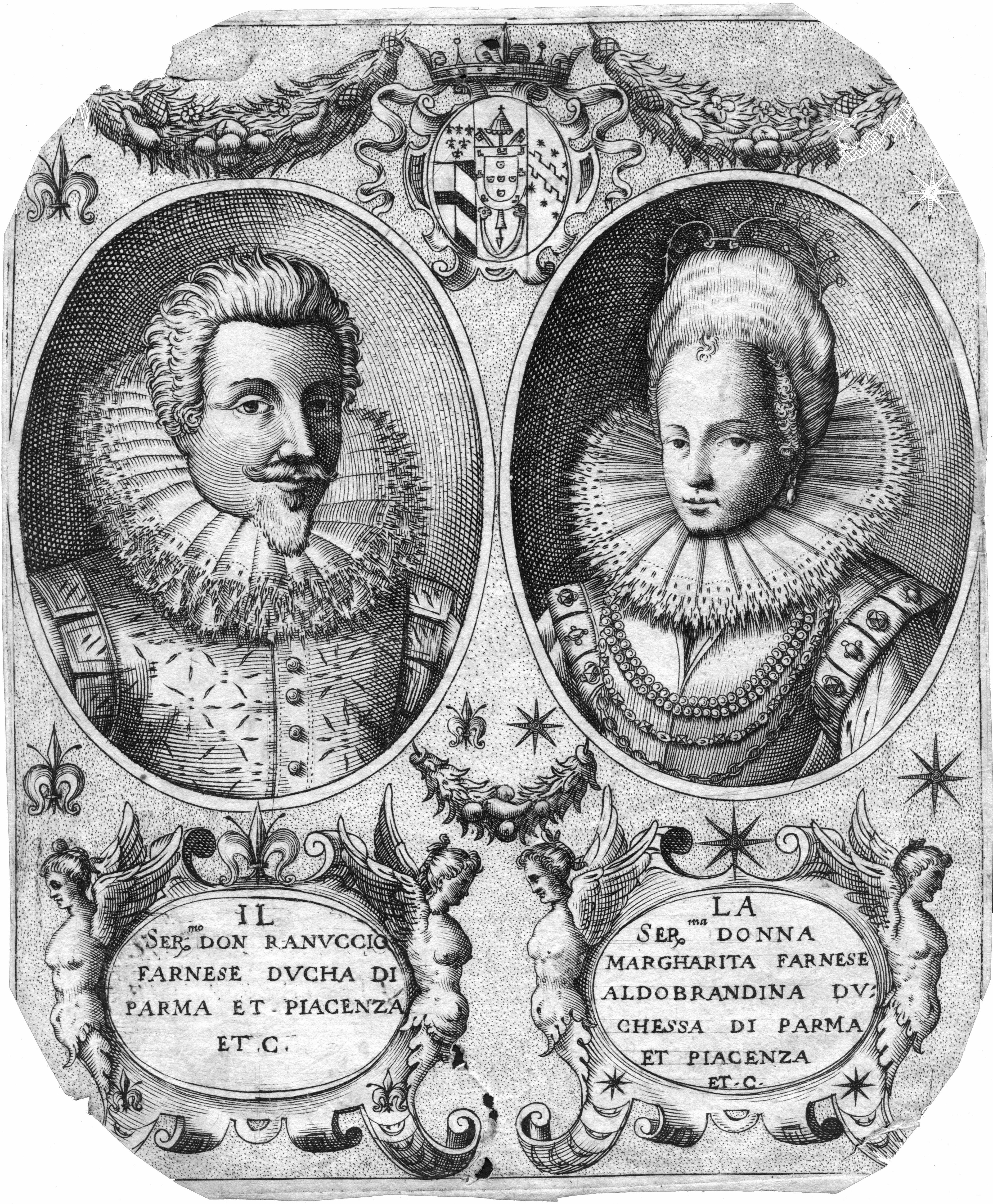
Ranuce I^{er} Farnèse et Marguerite Aldobrandini

Un mariage permettant d'enrichir le duché, on envisage de marier Ranuce à une dame appartenant à la famille du pontife. En 1592, Ippolito Aldobrandini accède au trône pontifical sous le nom de Clément VIII, les deux familles tentent de se rapprocher. Afin d'impressionner le pape, Ranuce le rencontre à Ferrare accompagné de 1 000 personnes, seigneurs, cavaliers, pages, serviteurs et le 7 mai 1599, désormais âgé de trente ans et après avoir eu de nombreuses aventures, Ranuce épouse Marguerite Aldobrandini âgée de 11 ans, nièce du pape.
Après 10 années de stérilité, le couple aura cinq enfants :
- Alexandre (1610-?)
- Édouard (1612-1646) qui succède à son père
- Marie (1615-1646) épouse François Ier, duc de Modène
- Victoire (1618-1649) épouse François Ier, duc de Modène
- François-Marie (1619-1647), cardinal

Le début du mariage n'apporte pas les résultats escomptés, cette situation exacerbe le caractère superstitieux de Ranuce, le duc est convaincu que son épouse fait l'objet d'envoûtements et de malédictions. Après une rapide enquête, les soupçons se portent sur une ancienne maîtresse du duc, Claudia Colla et sa mère qui sont jugées (1611) et condamnées à mort pour sorcellerie. En 1605, le duc reconnaît son fils naturel Octave qui est né, en 1598, d'une de ses nombreuses maîtresses, Briseide Ceretoli. En 1610, naît le premier enfant, Alexandre, né sourd et muet à qui on ne peut envisager de confier le trône.
En 1612, Édouard naît, le couple a d'autres enfants, Marie (1615-1646), qui épouse François Ier d'Este, Vittoria (1618-1649 ; 2e épouse de François Ier d'Este), Francesco Maria (1619-1647), qui est nommé cardinal en 1645, ce fut le dernier cardinal de la famille. Il semble que ce soit de cette union qu'apparaissent les premiers problèmes de surcharge pondérale qui toucheront tous les descendants, avec parfois des conséquences graves.
En 1620, Ranuce informe Octave que son successeur sera son fils légitime Édouard mais Octave se rebelle et son père le fait enfermer. Il est enfermé dix ans dans la prison de la Rocchetta où il meurt.

#### Mise au pas des seigneurs
Afin de réduire la puissance de ses seigneurs, il ne cesse de prendre des mesures restrictives parfois vexatoires ainsi, en 1606, Ranuce se réserve à lui seul le droit de chasse dans certaines zones du duché au grand mécontentement de ses seigneurs. Déjà en 1602, il décrète que les seigneurs ne peuvent quitter le duché sans l'en avertir et pour une durée maximum de deux mois au risque de se voir confisquer leurs biens. Il souhaite ainsi s'assurer que ses seigneurs ne trament pas un complot.
Son attitude atteint son paroxysme au printemps de 1611, Alfonso Sanvitale, comte de Fontanellato, est arrêté avec l'accusation d'uxoricide. Un de ses hommes de main, le capitaine Onofrio Martani, soumis à la torture révèle des informations qui laisse supposer une conspiration contre le duc. Quelques parents du comte sont arrêtés ainsi que plusieurs nobles parmi lesquels le comte Orazio Simonetta et son épouse Barbara Sanseverino, proche de Vincent Gonzague, Pio Torelli, comte de Montechiarugolo, fils de Pomponio, Gianfrancesco Sanvitale, Girolamo Sanvitale, Giambatista Masi et beaucoup d'autres. Ils sont tous soumis à la torture et ils avouent avoir organisé l'assassinat du duc et de toute sa famille pendant un office religieux. Fort probablement, la conspiration est inventée par Ranuce afin de s'approprier les fiefs des nobles incriminés. Le 4 mai 1612, le juge d'origine turinoise Filiberto Piosasco, sur la base du vote du conseil de justice, prononce la sentence de mort, gran giustizia, à l'encontre de tous les accusés. Ils sont tenus coupables de crime de lèse-majesté, leurs biens sont confisqués et ils sont condamnés à être décapités et leurs corps écartelés. Le duc confirme la sentence de mort mais interdit les sévices. Les sentences sont exécutées le matin du 19 mai au milieu d'une foule qui s'amoncelle jusque sur les toits des maisons. Ranuce s'approprie ainsi le château de Colorno qu'il convoitait depuis longtemps, Sala et son château, Montechiarugolo, fief des Torelli, et Rossena, fief des Da Correggio.
Par les lois puis par la violence, Ranuce a réussi à éliminer une grande partie de la noblesse, d'autant plus que tous les conjurés sont apparentés. Le duché prend désormais un autre visage, l'ancienne aristocratie féodale est politique affaiblie au profit d'une classe dirigeante urbaine qui se voit attribuer par le duc, titres nobiliaires et fonctions à la cour.

#### Grandes réalisations

Évolution du palais ducal de Parme.

L’interdiction de la culture du riz car porteur de la malaria, la réalisation d'assainissements et la création de berges le long des fleuves. Parmi les mesures, il y a aussi la rationalisation de la destruction des déchets, les ordures avant d'être envoyées dans des lieux adaptés. Pour les constructions, il est prévu que l'on ne puisse construite de nouveau bâtiment sans l'autorisation des autorités et que les industries productrices d'odeurs gênantes soient situées dans des zones spécialement créées hors habitations.
De la période de 1591, dernière année de sa régence, à 1601, Ranuce fait réaménager les murs de la ville qui sont abattus et reconstruits pour un quart d'entre eux. Sur le côté nord-est, quatre grands bastions fortifiés sont édifiés. Toujours au cours de cette période, il donne une nouvelle impulsion à l'université en l'associant au collège des Nobles (ou de Sainte-Catherine) et la plaçant sous le contrôle des Jésuites. Selon la volonté de son père qui se trouve dans les Flandres, il fait construire une citadelle fortifiée inspirée de celle d'Anvers, il fait commencer les travaux du palais de Pilotta (terminé en 1620) et qui contient le théâtre Farnèse (terminé en 1618) d'une capacité de 4 500 places, il fait continuer les travaux du palais du Jardin et commande, pour la ville de Plaisance, à Francesco Mochi deux statues équestres représentant son père et lui-même.

#### Fin du règne
Ranuce n'a rien perdu de ses ambitions territoriales, cette fois, sur Bardi et Compiano appartenant aux Landi. En août 1620, alors que l'Empereur, Ferdinand II du Saint-Empire, le sollicite pour une aide financière, il s'interroge sur l'éventualité d'acheter les deux forteresses ou se faire nommer vicaire impérial ce qui obligerait les Landi à le reconnaître, en sa qualité de représentant de l'Empereur, comme leur supérieur. En octobre après dix mois de négociations, le mariage d'Édouard, alors âgé de huit ans, est organisé avec la famille des Médicis sans que l'élue soit désignée. Il manifeste par courrier sa satisfaction au négociateur, le cardinal, son frère. En fin d'année 1621, il renonce à la sollicitation du ministre de l'Empereur, Carlo d'Arach, de servir son seigneur en qualité de général, partagé entre le service dû à la maison d'Autriche et désormais son âge avancé. Puis en décembre, Ranuce saisit Rome sans succès afin de dissuader la république de Gênes de transférer la foire au change à Novi. Aussi en février, à son grand regret, celle-ci ne se tient pas à Plaisance.
Le 1er mars, le duc de Mantoue adresse une lettre à Ranuce l'informant qu'il a convié le prince Landi chez lui afin de mettre fin définitivement aux désaccords entre les deux familles. La lettre arrive cependant trop tard. Ranuce meurt le 4 mars 1622 à 23 heures de « surabondance de catarrhes » comme l'indique son épouse dans une lettre au cardinal Édouard. La régence du duché est confiée d'abord à l'oncle d'Édouard, le cardinal Édouard puis, à la mort de celui-ci en 1626, à Marguerite qui l'assume jusqu'au seizième anniversaire Édouard, en 1628.

## Portrait
Ludovico Antonio Muratori historien du XVIIIe siècle dresse dans Annali d'Italia ce portrait de Ranuce :

« Grand esprit et grand politicien, aux pensées sombres et d'une mélancolie naturelle, il était enclin continuellement à des soupçons qui l'inquiétaient et pour lesquels il ne laissait pas les autres en paix. Dans ses sujets, il voyait beaucoup d'ennemis, ayant à l'esprit ce qui s'était passé pour son aïeul Pierluigi (assassiné au cours d'un complot). Il étudiait l'art de se faire craindre plutôt qu'aimer. Il fut bien récompensé par ses sujets qui à la crainte ajoutèrent la haine »

— 

## Héritage culturel
Les grandes passions de Ranuce sont la musique et le théâtre. La musique est enseignée dans le collège des Nobles qui reçoit des jeunes nobles de toute l'Europe. Des mélodrames sont présentés dans le théâtre Farnèse qui peut recevoir mille personnes et dispose d'une vaste scène. En 1603, une compagnie des violons formée de cinq artistes est constituée et, en 1621, Francesco Pio, un compositeur parmesan, devient préfet de la musique.
Aujourd'hui, la Pilotta est le centre culturel le plus important de Parme ; elle héberge la Bibliothèque palatine, le musée archéologique national de Parme, le musée Bodoni et la Galerie nationale de Parme.

## Descendance

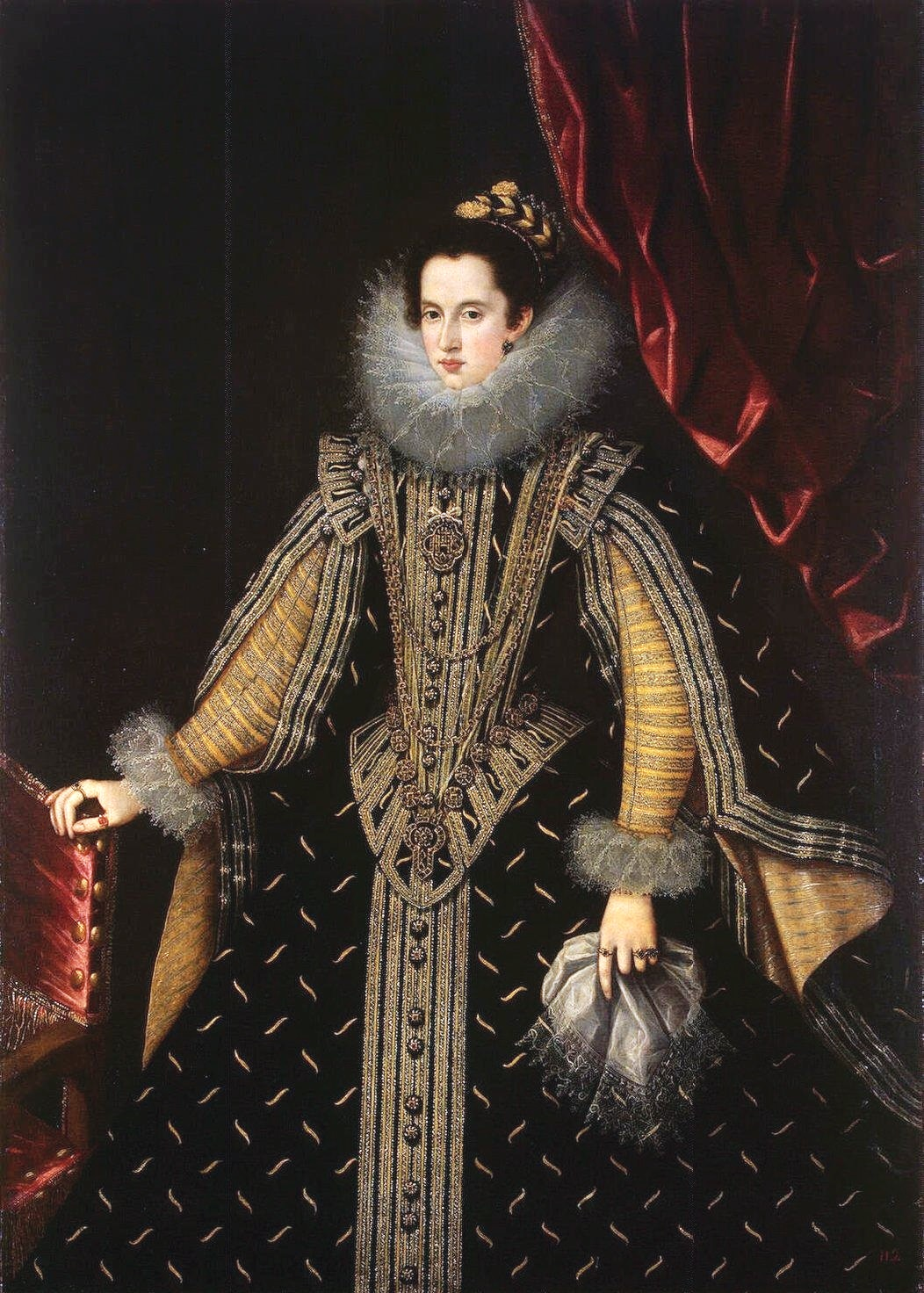
Marguerite Aldobrandini.

Du mariage de Ranuce et Marguerite Aldobrandini naissent :
- Alessandro Francesco Maria (né en 1602, mort le 8 août 1602)
- Maria (née le 5 septembre 1603, morte en 1603)
- Alessandro (né le 5 septembre 1610, mort en juillet 1630)
- Édouard (né le 28 avril 1612, mort le 11 septembre 1646), duc de Parme
- Onorato (né le 7 juillet 1613, mort le 28 février 1614)
- Marie-Catherine (née en 1615, morte en 1646) mariée en 1631 avec François Ier d'Este (1610 – 1658),
- Maria (morte le 29 avril 1618)
- Vittoria (née en 1618, morte le 10 août 1649) mariée en (1648) avec François Ier d'Este,
- Francesco Maria (né le 9 août 1620, mort le 13 juillet 1647), cardinal.

Et de sa maîtresse Briseide Ceretoli :
- Octave (né en 1598, mort vers 1630),
- Isabella (né en 1602-) marié à Giulio Cesare Colonna (né en 1602, mort à Rome le 17 janvier 1681)